# Хавайски език
Хавайският език (ʻōlelo Hawaiʻi) е австронезийски език говорен на Хавайските острови и континенталните Съединени щати. Името на езика идва от най-големия хавайски остров със същото име – Хаваи. Хавайският език е един от официалните езици на щата Хаваи (другият е английският). Хавайският език не се регулира от никоя институция и се изписва с латинската азбука. Известна личност с хавайско име е Киану Рийвс – Киану на хавайски означава „хладен бриз над планините“.
Хавайската азбука има 13 букви: 5 гласни и 8 съгласни.